# Андерсон, Кеннет Артур Ноэл
Кеннет Артур Ноэл Андерсон (англ. Kenneth Arthur Noel Anderson; 25 декабря 1891 — 29 апреля 1959 года) — генерал Британской армии, участник Первой и Второй мировых войн, командующий 1-й армией во время Мароккано-алжирской операции. Провёл сложную военную кампанию более грамотно, чем полагали его критики, но в 1944 году компетентности без чутья было недостаточно для командующего.

## Ранние годы и Первая мировая война
Андерсон родился в Британской Индии, в семье шотландских инженеров-железнодорожников. Образование получил в частной школе Чартерхаус и Королевском военном училище в Сандхерсте, после чего в сентябре 1911 года был направлен для прохождения службы в Полк сифортских горцев в качестве второго лейтенанта. Во время Первой мировой войны служил во Франции, награждён военным крестом за храбрость в бою. В начале битвы на Сомме 1 июля 1916 года получил ранение.
Выздоровление заняло восемнадцать месяцев, затем Андерсон вернулся в свой полк, который к тому времени находился в Палестине, где и встретил окончание войны. В мае 1918 года получил временное повышение до майора, но с июля 1919 года снова служил в звании капитана.
В 1918 году Андерсон сочетался браком с Кэтлин Гэмбл, единственной дочерью Реджинальда Артура Гэмбла и его жены Дженни. Брат жены, Доминик Ральф Гэмбл, служил капитаном в пехотной гвардии.

## Межвоенный период
В межвоенный период Андерсон активно занимался военной карьерой. В 1920—1924 годах служил адъютантом в кавалерийском полку, получил повышение до майора. Поступил в Кветтасский командно-штабной колледж, где, по-видимому, успехов не имел. Его начальник, генерал-майор сэр Перси Хобарт, считал сомнительным, что у Андерсона «есть потенциал для будущего развития». Другие советники штата также сомневались в способностях офицера, но «надеялись, что их будет достаточно для службы». В 1928 году Андерсон окончил Штабной колледж в Кемберли, после чего получил назначение в штаб 50-й (Нортумберлендской) дивизии. В 1930 году получил повышение до подполковника и в возрасте 38 лет командовал 2-м батальоном сифортских горцев в Северо-западной пограничной провинции, упоминался в донесениях. После присвоения звания полковника в августе 1934 года получил под командование 152-ю (Сифортскую и Кэмеронскую) пехотную бригаду. В марте 1936 года вновь был переведён на штабную работу в Индии, а в январе 1938 года назначен исполняющим обязанности командира 11-й бригады , которую усиленно готовил, несмотря на неадекватное снабжение.

## Вторая мировая война
В качестве командира 11-й бригады Андерсон попал в состав Британского экспедиционного корпуса. Когда Бернард Монтгомери был назначен командующим II корпусом во время эвакуации из Франции, уходящий с поста Алан Брук назначил Андерсона вместо Монтгомери командующим 3-й пехотной дивизией. По возвращении в Великобританию Андерсон получил повышение до генерал-майора и произведён в компаньоны Ордена бани. Он был назначен командующим 1-й пехотной дивизией, задачей которой стала оборона побережье Линкольншира. В 1941 году Андерсон получил повышение до генерал-лейтенанта и получил под командование VIII корпус, а затем II корпус, после чего в 1942 году стал командующим Восточного командования.

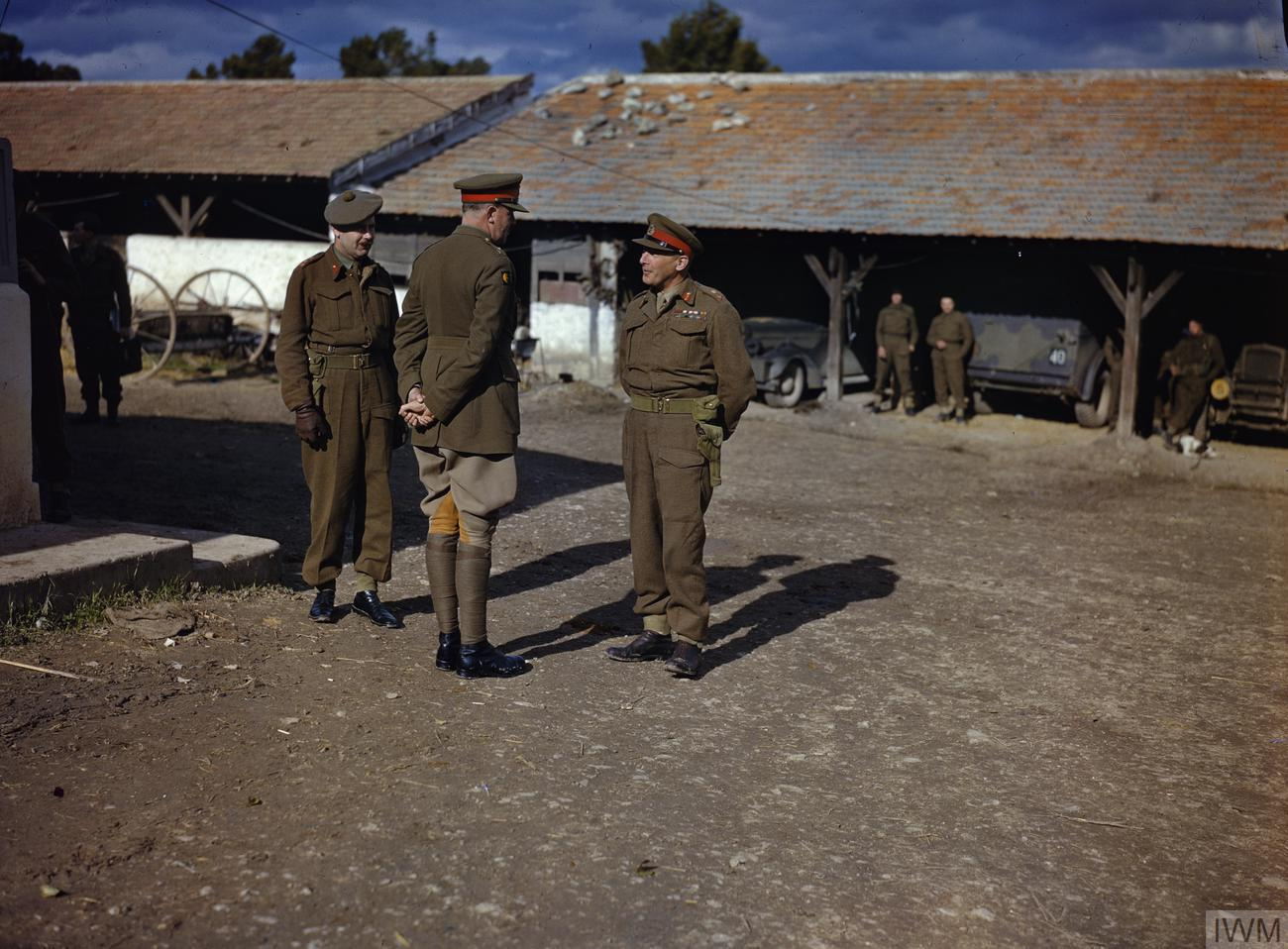
Андерсон (справа) посещает штаб 78-й дивизии в Тунисе (январь 1943 года)

Несмотря на его отсутствие боевого опыта в управлении крупным формированием Андерсон стал во главе 1-й армии, сменив на этом посту Эдмонда Шрайбера, у которого было обнаружено заболевание почек, что стало препятствием для его участив в планируемой Марокканско-алжирской операции. Первоначально возглавлявший армию генерал-лейтенант Харольд Александер почти сразу уехал в Каир, чтобы возглавить Средневосточное командование вместо Клода Окинлека, а заменивший Александера Бернард Монтгомери был перенаправлен в Западную пустыню командовать 8-й армией после смерти Уильяма Готта. Андерсон, после Шрайбера, стал, таким образом, четвёртым командующим, занявшим этот пост в течение всего одной недели.
После высадки в Северной Африке Андерсон, несмотря на то, что значительная часть армии ещё не завершила переброску, стремился заблаговременно выдвинуться из Алжира в Тунис, чтобы упредить оккупацию территории силами «оси» после поражения вишистской Франции. На данном этапе он едва располагал силами одной дивизии, которые в конце 1942 года бросил на Тунис, чтобы не позволить противнику нарастить группировку и начать контратаку. Попытка оказалась неудачной, хотя в некоторых местах части 1-й армии приблизились к Тунису на 26 км, прежде чем были отброшены назад.
Постепенно прибывающие силы союзников страдали от отсутствия координации. В итоге в конце января 1943 года генерал Дуайт Эйзенхауэр убедил французов передать их новообразованной XIX корпус в состав 1-й армии Андерсона, а также уступил ему общее командование американскими войсками, в частности, II корпусом, которым командовал генерал-майор Ллойд Фредендалль. Однако управлять войсками, растянувшимися вдоль 300-километрового фронта, при недостатке средств связи всё равно было проблематично (Андерсон докладывал, что проехал на автомобиле более 1500 км за четыре дня, чтобы провести совещания с командирами подчинённых корпусов). Андерсону и Фредендаллю также не удалось скоординировать и объединить силы под своим командованием. Подчиненные позже вспоминали свою полную растерянность из-за противоречивых приказов, поступавших от Андерсона и Фредендалля. В то время как Андерсон в частной обстановке ужасался некомпетентности Фредендалля, он, по-видимом, был связан необходимостью сохранять единый фронт и не собирался подвергать риску свою карьеру, решительно протестуя (или угрожая оставить должность) из-за несостоятельности управления, которую замечали даже его американские подчиненные.
II корпус впоследствии значительно отступил после битвы за перевал Кассерин, когда фельдмаршал Роммель провёл успешное наступление на союзные войска, сначала сокрушив французов, оборонявших центральный участок фронта, а затем разгромив американцев на юге. При том, что львиная доля вины принадлежала Фредендаллю, полководческие способности Андерсон поставлены под сомнение как британскими, так и союзными командующими. Когда Фредендалль снял с себя всякую ответственность за плохо укомплектованный французский XIX корпус, прикрывавший уязвимую центральной часть Тунисского фронт, отказав французам в поддержке, Андерсон также оставил просьбу невыполненной. Он также подвергся критике за отказ Фредендаллю отвести корпус за оборонительный рубеж после начальной атаки с целью перегруппировки, из-за чего немецкие танковые части захватить многие американские позиции на юге. Кроме того, командующий американской 1-й бронетанковой дивизией, генерал-майор Эрнст Хармон, категорически возражал против раздельных действий трёх своих боевых подразделений по индивидуальным планам, предложенным Андерсоном. Хармон считал, что раздельные действия частей дивизии снизили боевую эффективность и привели к большим потерям.
В частности, американские генералы Эрнст Хармон и Джордж Паттон говорили о слабых способностях Андерсона управлять в бою крупными силами. Генерал-майор Хармон в Тале на Алжирской границе стал свидетелем упорного сопротивление частей британской 6-й танковой дивизии, которые удерживали важную дорогу, ведущую к перевалу Кассерин под натиском немецкой 10-й танковой дивизии, находившейся под непосредственным командованием Роммеля. Британцами командовал командир бригады Кэмерон Николсон, благодаря грамотным действиям которого оставшиеся в его распоряжении силы противостояли беспрестанным немецким ударам. Когда через четыре дня, преодолев более 1300 км, в Талу прибыла артиллерия, прикомандированная к американской 9-й пехотной дивизии, это Хармону казалось спасением. Но по необъяснимой причине Андерсон приказал американцам оставить Талу и передислоцироваться в деревню Эль-Кеф, находившейся в 80 км, для защиты её от предполагаемого нападения немцев. Николсон предложил командиру американских артиллеристов Стаффорду Лерою Ирвину, игнорировать приказ Андерсона и остаться в Тале. Хармон согласился с Николсоном и скомандовал: «Ирвин, оставайтесь здесь!». 48 восемь орудийных расчётов обрушили на врага град снарядов, остановив продвижение немцев. Не имея возможность двигаться под огнём, Немецкий африканский корпус смог отступить только с наступлением темноты. Поражение в Тале вынудило Роммеля прекратить наступление.
Когда силы союзников и «оси» закрепились в Тунисе, в феврале 1943 был сформирован штаб 18-й группы армий года во главе с Харольдом Александером. Под управление штаба передавались все союзные войска в Тунисе. Александер хотел заменить Андерсона на Оливера Лиза, одного из командиров корпуса 8-й армии, и в этом его поддерживал Монтгомери, который 17 марта 1943 года написал Александру, что Лиз достоин принять командование 1-й армией. Однако Александер позже передумал, ответив Монтгомери 29 марта: «Я рассмотрел всю ситуацию очень внимательно и не хочу нарушать порядок вещей на данном этапе». Андерсон сумел удержаться на своём посту и проявил себя с хорошей стороны, когда V корпус сдержал последнюю атаку немцев во время операции «Оксенкопф». В мае 1943 года он ещё больше закрепил свое положение, когда союзные войска одержали победу и добились безоговорочной капитуляции сил «оси», включая 125 000 немецких солдат. В июле 1943 года Андерсону присвоили постоянное звание генерал-лейтенанта и в августе произвели рыцари-командоры Ордена бани.
Андерсон стал первым британцем, награждённым орденом «Легион почёта» в степени главнокомандующего. Эта награда была вручена за командование 1-й армией в Северной Африке; он получил её 18 июня 1943 года.
По возвращении в Великобританию из Туниса Андерсон сначала был назначен командующим 2-й армией в ходе подготовки в высадке в Нормандии, но возражения Александера и Монтгомери (который в марте 1943 года писал Александеру, что «Андерсон совершенно непригоден к командованию любой армией» и позже описал его как «безыскусного ремесленника» (англ. a good plain cook) были услышаны, и в январе 1944 года Андерсон был заменён на Майлса Демпси. Андерсона перевели в Восточное командование, что многими расценивалось как понижение. Его карьера в качестве полевого командира завершилась, а последним чисто военным назначением стала должность главнокомандующего Восточноафриканского командования.

## Послевоенная карьера
После войны Андерсон 8 февраля 1947 был назначен губернатором и главнокомандующим Гибралтара, где его наиболее заметными достижениями стали строительство новых домов и создание законодательного совета. В июле 1949 года Андерсону было присвоено звание полного генерала, тогда же он стал рыцарем ордена Святого Иоанна. В июне 1952 года он вышел в отставку и поселился на юге Франции. Последние годы жизни Андерсона были омрачены трагедиями: его единственный сын погиб во время боевых действий в Малайе, дочь умерла после продолжительной болезни. Кеннет Андерсон скончался в Гибралтаре 29 апреля 1959 года.